# Murder Was the Case (canção)
"Murder Was the Case" é uma canção do rapper Snoop Doggy Dogg para o álbum Doggystyle, posteriormente lançada como single para a trilha sonora do curta-metragem Murder Was the Case de 1994.

## Desempenho nas paradas
Gráficos semanais
| Paradas (1994)                             | Melhor posição |
| ------------------------------------------ | -------------- |
| Estados Unidos (Billboard Hot 100 Airplay) | 67             |
| Estados Unidos (Billboard Rhythmic)        | 36             |